# 天主教維爾卡維什基斯教區
天主教維爾卡維什基斯教區（拉丁語：Dioecesis Vilkaviskensis）是羅馬天主教在立陶宛的一個教區，屬考那斯總教區。成立於1926年4月4日。

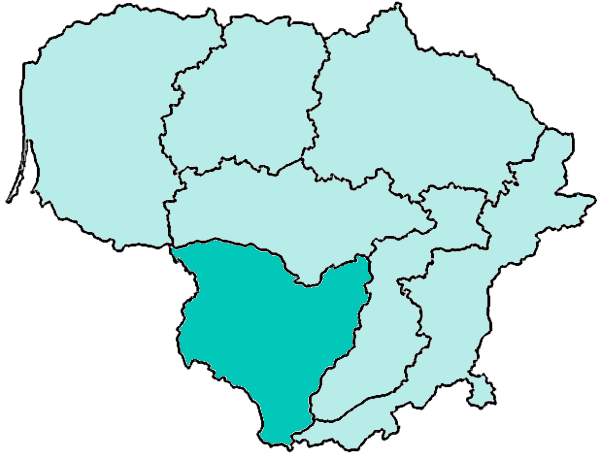
維爾卡維什基斯教區管轄範圍圖

2010年，有346,360名教友，估轄區總人口97.7%，有105個堂區、125名司鐸、8名修士、93名修女。現任主教為尤奧扎斯·熱邁蒂斯。